# Mirepoix (gasztronómia)

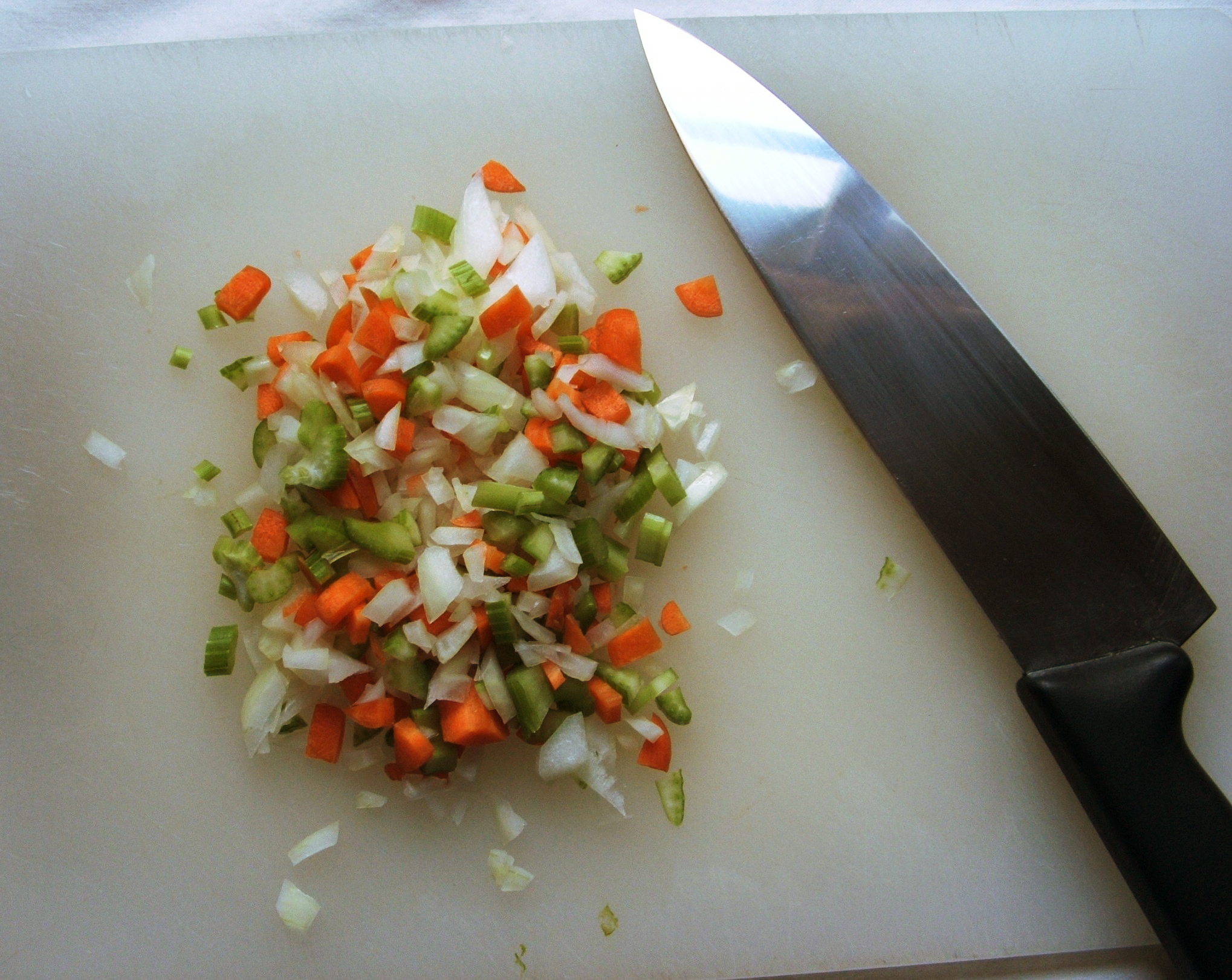
A mirepoix hozzávalói: kockára vágott hagyma, sárgarépa és zeller

A mirepoix kockára vágott zöldségek keveréke, amelyet zsiradékkal (általában vajjal) hosszú ideig, alacsony hőfokon, színezés és barnulás nélkül főznek. Az összetevőket nem párolják vagy főzik, mert a szándék inkább az édesítés, mint a karamellizálás. A mirepoix régóta része a francia konyhának, és sokféle étel, többek között levesek, pörköltek és mártások ízesítő alapját képezi. Ha a mirepoix nem előfőzött, a zöldségeket nagyobb méretűre lehet vágni, az étel teljes főzési idejétől függően. A zöldségkeverék általában hagyma, sárgarépa és zeller, a hagyományos arány 2:1:1 (két rész hagyma, egy rész sárgarépa és egy rész zeller). Paradicsompüré hozzáadásával egy sötétbarna keverék, az úgynevezett pinçage készíthető.
Hasonló ízalapok az olasz soffritto, a spanyol és portugál sofrito/refogado (párolt hagyma, fokhagyma és paradicsom), a kelet-mediterrán és balkáni régió friss paradicsom helyett paradicsompürével készült változata, a német Suppengrün (póréhagyma, sárgarépa és zeller), a lengyel włoszczyzna (póréhagyma, sárgarépa, zeller és petrezselyemgyökér), az orosz/ukrán smazhennya vagy zazharka (hagyma, sárgarépa és esetleg zeller, cékla vagy paprika), az Egyesült Államokban a cajun/kreol „szentháromság” (hagyma, zeller és paprika), és esetleg a francia duxelles (gomba és gyakran hagyma vagy mogyoróhagyma és fűszernövények, péppé aprítva).

## Története
Bár a főzési technika valószínűleg régebbi, a mirepoix szó a 18. századból származik. Névadója Charles-Pierre-Gaston François de Lévis, Lévis-Mirepoix hercege (1699-1757), francia tábornagy és nagykövet, aki „alkalmatlan és középszerű egyéniség volt (...) aki hatalmas vagyonát XV. Lajos feleségéhez fűződő vonzalmának köszönhette, és akinek egyetlen hírneve volt: nevét adta egy mindenféle húsból és különféle fűszerekből készült mártásnak”. A kifejezéssel a 19. századig nem találkozunk rendszeresen a francia konyhai szövegekben, így nehéz megmondani, milyen volt a 18. századi Franciaországban egy à la mirepoix étel. Antoine Beauvilliers például 1814-ben rövid receptet ad egy Sauce à la Mirepoix-ra, amely egy vajas, borral ízesített húsleves, amelyet sárgarépa, hagyma és bouquet-garni aromás keverékével díszítettek. Marie-Antoine Carême 1816-ban hasonló receptet ad meg, amelyet egyszerűen "Mire-poix"-nak nevez. A 19. század közepén Jules Gouffé a mirepoix-ra úgy hivatkozik, mint „olyan régóta használatos kifejezésre, hogy nem habozom itt használni.” Az ő mirepoix-ja az esszenciák között szerepel, és valóban egy húsos főzet (két üveg Madeirával megspékelve), amelyet, mint minden más esszenciát, sok klasszikus mártás gazdagítására használtak. A 19. század végére a mirepoix elnyerte modern jelentését. Joseph Favre Dictionnaire universel de cuisine című művében (1895 körül) a kifejezést sonka, sárgarépa, hagyma és fűszernövények keverékére használja, amelyet fűszerként használnak mártások készítéséhez vagy húsok párolásához. Az 1938-as Larousse Gastronomique szerint a mirepoix készíthető au gras (hússal) vagy au maigre (hús nélkül). A mirepoix au maigre-t néha brunoise-nak is nevezik (bár szigorúan véve ez a kifejezés pontosabban csak a késsel való kockázás technikáját jelöli). A mirepoix au gras további hozzávalóként kockára vágott sonkát vagy sertéshasat tartalmaz. Hasonló kombinációk a francia konyhai repertoárban és azon kívül is tartalmazhatnak póréhagymát, pasztinákot, fokhagymát, paradicsomot, mogyoróhagymát, gombát, paprikát, chilit és gyömbért. Az analóg (gyakran petrezselymet tartalmazó) soffritto a klasszikus olasz konyha számos hagyományos ételének alapja, és a sofrito hasonló célt szolgál a spanyol konyhában. A cajun és kreol konyhában a mirepoix vagy (tréfásan) „szentháromság” a hagyma, a zeller és a paprika kombinációja. Hagyományosan a mirepoix-ban a hagyma, a zeller és a sárgarépa aránya 2:1:1;[1] a csontok és a mirepoix aránya a húsleveshez 10:1. A fehér húsleves vagy fond blanc készítésekor sárgarépa helyett paszternákot használnak a halvány szín megtartása érdekében.